# 白浜エネルギーランド
白浜エネルギーランド（しらはまエネルギーランド）は、和歌山県西牟婁郡白浜町にある科学館型テーマパーク。

## 概要
松下電器産業創業者の松下幸之助が、遊びながらエネルギーの大切さを学べる場所を提供し、出身県である和歌山県の観光振興を図るため、1981年に松下興産（現：MID都市開発）によって開業した。施設で利用する電力は、地熱発電と風力発電によって賄われている。
運営会社は2000年代に松下興産の筆頭株主であるエートス・キャピタル直下でロイヤルパインズホテルの運営を担うロイヤルパインズ株式会社へ移管されたが、2010年12月に白浜エネルギーランド株式会社（資本構成は不詳）へ移管された。なお、MID都市開発はパナソニックグループではない。
エネルギーの過去・現在・未来を学んだり、恐竜時代へのタイムトラベルや、遠近感・重力感覚に違和感を覚える展示など、常識をくつがえす不思議体験など様々な体験ができる。2004年夏に、CG映像による体感シミュレーター「ジュラシックツアーセカンドミッション」を設置する。
JRきのくに線白浜駅から明光バスで約15分。